# Шеломово (Шекснинский район)
Шеломово — деревня в Шекснинском районе Вологодской области.
Входит в состав сельского поселения Железнодорожного, с точки зрения административно-территориального деления — в Железнодорожный сельсовет.
Расстояние по автодороге до районного центра Шексны — 22 км, до центра муниципального образования Пачи — 4 км. Ближайшие населённые пункты — Дурасово, Соколово, Курово.
По переписи 2002 года население — 63 человека (28 мужчин, 35 женщин). Всё население — русские.